# Mathías Techera
Mathías Sebastián Techera Pizarro (Montevideo, Uruguay; 16 de febrero de 1992) es un futbolista uruguayo. Juega como zaguero central en el Real Estelí de la Primera División de Nicaragua. Es hermano del también futbolista Cristian "El Enano" Techera.

## Clubes
| Club         | País      | Año         | Part. | Goles | Promedio |
| ------------ | --------- | ----------- | ----- | ----- | -------- |
| Bella Vista  | Uruguay   | 2017 - 2019 | 49    | 2     | 0        |
| Vida         | Honduras  | 2019 - 2020 | 34    | 2     | 0,06     |
| Marathón     | Honduras  | 2020 - 2022 | 46    | 3     | 0        |
| CA Fénix     | Uruguay   | 2022        | 12    | 0     | 0        |
| Carlos Stein | Perú      | 2022        | 11    | 0     | 0        |
| Wilstermann  | Bolivia   | 2023        | 7     | 0     | 0        |
| Coatepeque   | Guatemala | 2023        | 12    | 0     | 0        |
| Marathón     | Honduras  | 2024        | 71    | 4     | 0,057    |
| Lobos UPNFM  | Honduras  | 2024        | 13    | 0     | 0        |
| Real Estelí  | Nicaragua | 2025 -      |       |       |          |

## Palmarés

### Torneos nacionales
| Competición     | Club        | País    | Año  |
| --------------- | ----------- | ------- | ---- |
| Torneo Apertura | Bella Vista | Uruguay | 2018 |